# Avrămești (okręg Vaslui)
Avrămești – wieś w Rumunii, w okręgu Vaslui, w gminie Voinești. W 2011 roku liczyła 617 mieszkańców.